# Echis omanensis
Echis omanensis (лат.) — вид ядовитых змей из подсемейства гадюковых одноимённого семейства (Viperidae).

## Описание
Как и другие представители рода, некрупная змея обычно около полуметра в длину. Голова крупная, хорошо выражен шейный перехват. Вдоль спины обычно идёт ряд светлых пятен с тёмной каймой. Фоновая окраска широко варьирует от светло коричневого или рыжеватого до тёмно серого. От сходного внешне родственного вида Echis coloratus отличается более длинным хвостом с большим количеством подхвостовых щитков и рядом особенностей щиткования головы.

## Распространение
Обитает в Омане и западной части Объединённых Арабских Эмиратов. В отличие от песчаной эфы, также встречающейся в этом регионе, населяет преимущественно каменистые места и практически не заходит в барханные пески.